# Jugendpsychologie
Die Jugendpsychologie ist ein Teilgebiet der Entwicklungspsychologie und wird oft zusammen mit der Kinderpsychologie genannt. Sie untersucht das Stadium der Jugend zwischen Kindheit und Erwachsensein. Kompetenzen in der Jugendpsychologie sind in allen Erziehungsberufen notwendig. Spezielle Jugendtherapeuten erhalten dazu eine intensive Ausbildung. Es besteht eine enge Beziehung zur soziologischen Jugendforschung.
Die Jugendzeit begrenzen auf der einen Seite biologische, von Kultur und Gesellschaft zunächst unabhängig scheinende Eintrittsmerkmale. In vieler Hinsicht ist eine Akzeleration zu beobachten, d. h. der verglichen mit früheren Zeiten schnellere Eintritt von biologischen Reifungsmerkmalen bei Jugendlichen (Stimmbruch; Vorverlagerung der geschlechtlichen Reifung – Menarche). Auf der anderen Seite ist die sog. Säkulare Dezeleration zu sehen, die von epochalen und geographischen Einflüssen abhängt. Ein Beispiel in Westeuropa ist die Zunahme des Phänomens Hotel Mamma. Die Austritts-Zeit aus der Jugend unterliegt eindeutig sozialen wie individuellen Normen (s. u.)

## Psychische Merkmale in den Jugendphasen

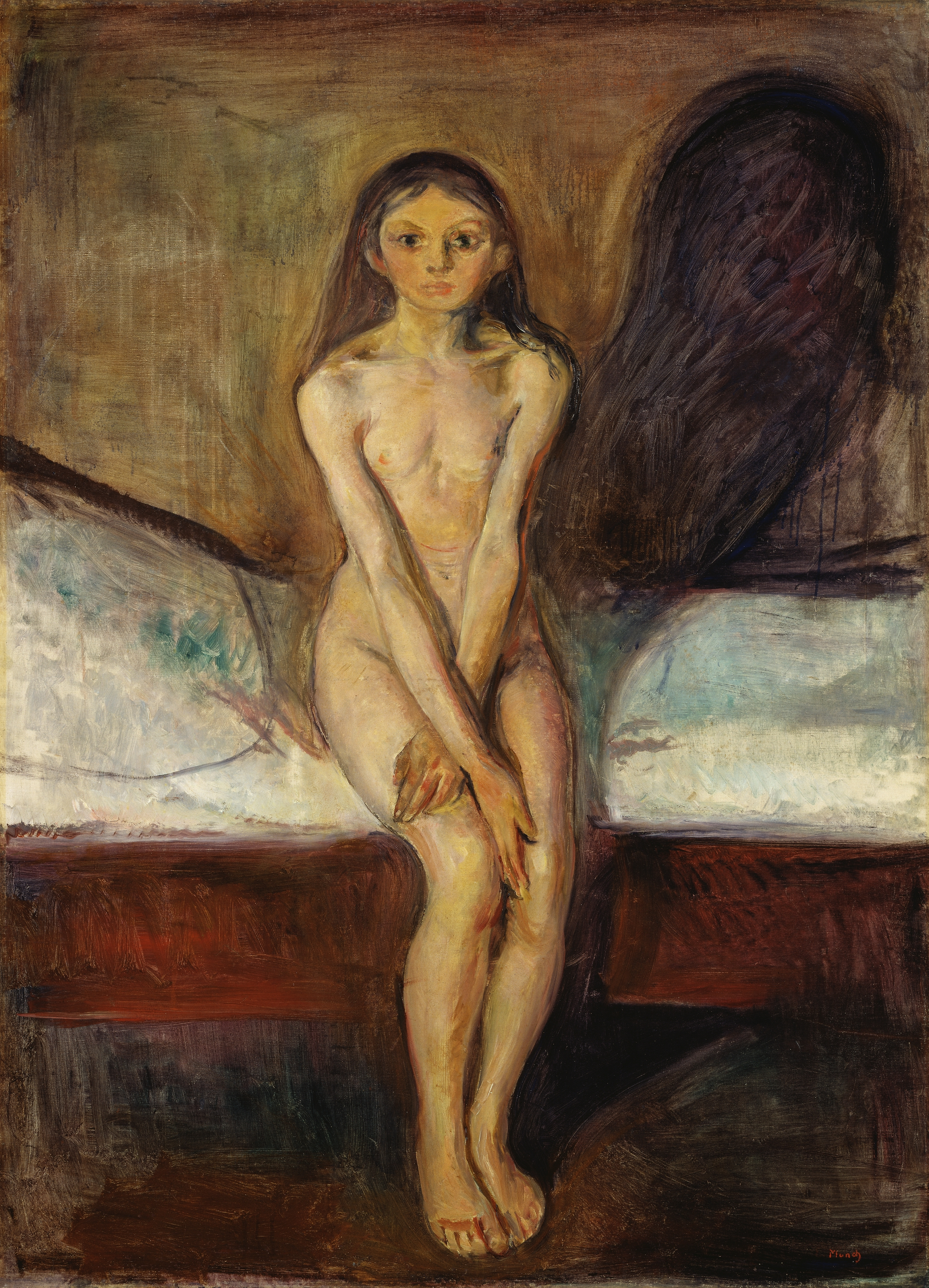
Edvard Munchs Gemälde Pubertät (1894/95) wird oft als Bild der jugendlichen Ängste vor Sexualität gedeutet.

Die Vorpubertät kennzeichnet das Auslaufen der physischen Kindheit etwa im Alter von 10–12 Jahre, das bei Mädchen früher eintritt als bei Jungen. Die Benennung als Flegeljahre, Auflehnungszeit ist veraltet, es geht um einen kontinuierlichen Differenzierungsprozess im Selbstkonzept und zunehmende Erfahrungen im sozialen Nahraum.
Im pubertären Alter ist vor allem die Auseinandersetzung mit der Geschlechterdifferenzierung zentral, da sich die Aufmerksamkeit der Jugendlichen und ihrer Umwelten verstärkt auf die eigene und fremde Körperlichkeit richtet. Auch kognitiv wird das andere Geschlecht zum potentiellen Partner, die geschlechtstypisch verteilten Rollen und Aufgaben kommen näher.
Die Transeszenz [nach Donald Eichhorn (The Middle School, 1966, USA) etwa vom 12.–14. Lebensjahr] ist der Übergang von der Kindheit in die Adoleszenz mit emotionalen, sozialen und kognitiven Veränderungen. Die zügige Veränderung der Körperlichkeit, die erhöhte Vulnerabilität, die sich in mehr Gewalt- und Devianzneigung (z. B. Drogen- und Nikotinabusus) abzeichnet, sowie die ersten Herausforderungen der Selbstgestaltung (z. B. Schulpräferenzen, Berufswahlen) bereiten den Jugendlichen psychischen Stress.
Die frühe Adoleszenz reicht etwa bis zum vollendeten 17. Lebensjahr. Eine Systematik der Entwicklungsaufgaben des Jugendlichen für die Entwicklungszeit vom 13. bis zum 18. Lebensjahr (bei Havighurst 1953) trifft immer noch diese Periode, einzelne Entwicklungsaufgaben sind allerdings verschiebbar. Zentral ist die Ablösung vom Elternhaus, hinzu kommen die sexuelle Identität und die erste Berufswahl.
Die späte Adoleszenz umfasst das 18.–20. Lebensjahr. Zu bewältigen sind die Wahl des Lebenspartners und das Zusammenleben mit ihm, die Familiengründung sowie Haushalts-, Berufs- und andere Verantwortlichkeiten. Das zentrale Thema ist der Status-Gewinn als Erwachsener
Die Postadoleszenz verlangt dem reifenden Einzelnen die Harmonisierung und Abrundung seiner Persönlichkeit ab. Findung und Begrenzung der Lebensziele sowie ihre Durchsetzung als Lebensaufgaben in der Form dauernder Bindungen, Rollen und Milieuwahlen markieren die Spätadoleszenz. Neuere Verwendungen dieses Begriffs haben sich weiter von einer Reifungsvorstellung entfernt, sie erhalten ein adoleszentes Lebensgefühl noch über das 30. Lebensjahr hinaus, wenn es mit studentischer Subkultur verbunden wird, oder nutzen es als konzeptuelles Sammelbecken für sog. freiwillige und unfreiwillige Aussteiger.

## Jugendpsychologische Theorien

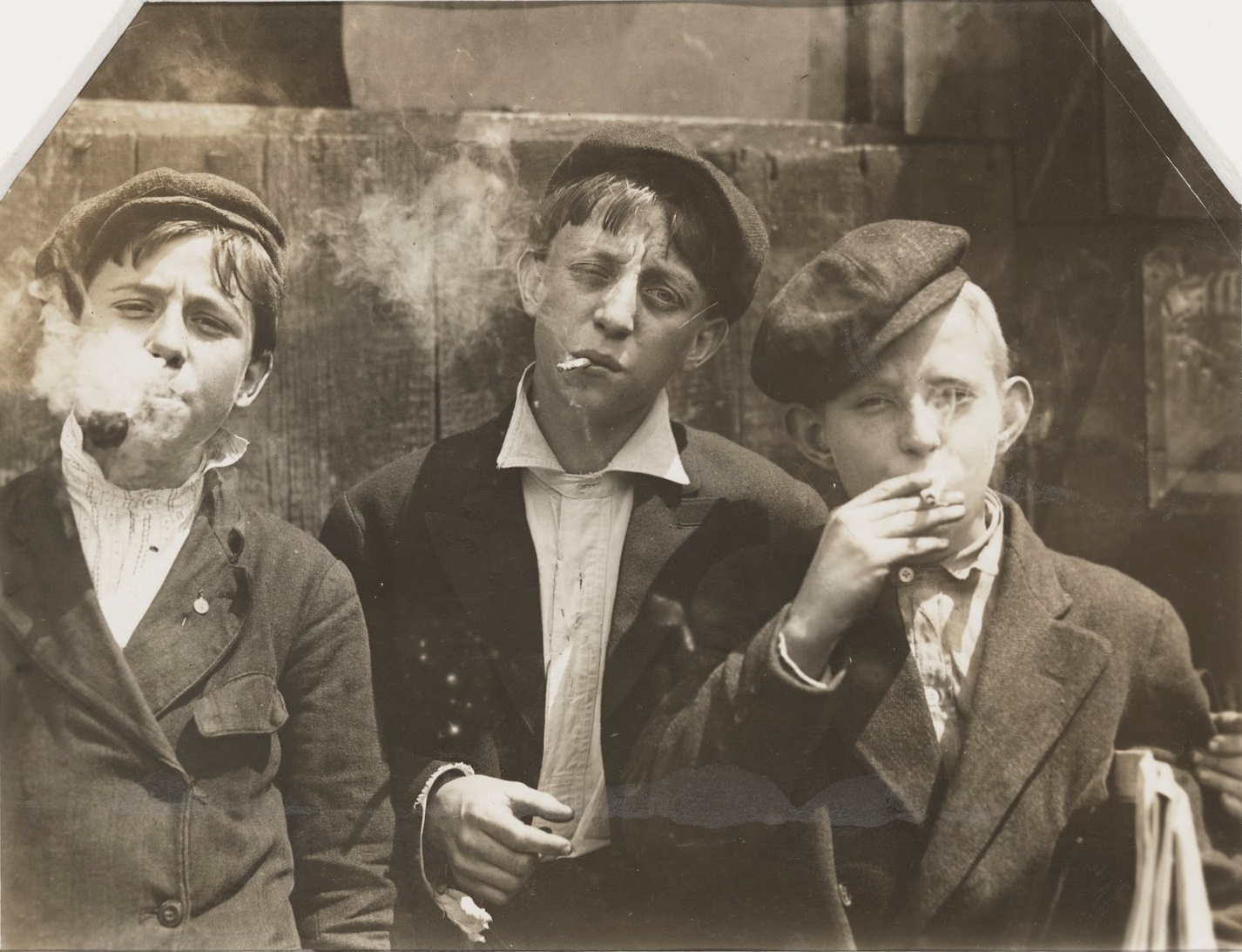
Jugendliche Zigarettenraucher (1910, St. Louis, USA)

Der US-Psychologe G. Stanley Hall (Adolescence, 1907) untersuchte zuerst die Adoleszenz unter psychologischen Aspekten. Er verstand Jugend als Sturm-und-Drang-Periode und mit Blick auf Darwin als phylogenetische Rekapitulation im Individuum (Psychogenetisches Grundgesetz). Mit der Jugendbewegung entstanden in Deutschland mehrere Reflexionen (Eduard Spranger, Psychologie des Jugendalters, 1924) und erste empirische Studien (Charlotte Bühler, Das Seelenleben des Jugendlichen, 1921; Martha Muchow, Der Lebensraum des Großstadtkindes, 1935). Mit Siegfried Bernfeld nahm die Psychoanalyse stärkeren Einfluss auf die neue Jugendforschung, dann der Personalist William Stern (Grundlinien des jugendlichen Seelenlebens, 1925). Methodisch wurden oft Tagebücher von Jugendlichen ausgewertet, wodurch sich das Bild allerdings auf eine begrenzte, gut gebildete Gruppe konzentrierte.
Jean Piagets Entwicklungsmodell sprach den Kindern ab 12 Lebensjahren ein abstrakt-hypothetisches Denken zu, das aber von bis zu einem Drittel gar nicht erreicht wird. In den 1950er Jahren wirkten Psychoanalytiker in den USA wie Erik Erikson und Anna Freud, die sich zumindest darin einig waren, dass Jugend vorwiegend eine turbulente Phase von „Katastrophen“ sei. Gegen Triebe und kindliche Bindungen müsse sich das jugendliche Ich in mehreren krisenhaften Prozessen durchsetzen.
Der empirische Entwicklungspsychologe Robert J. Havighurst formte das Konzept der Entwicklungsaufgaben seit 1948 aus, das bis heute im Grundsatz anerkannt wird. Bereits 1927 hatte Jean Macfarlane an der University of California Berkeley’s Institute of Human Development, früher Institute of Child Welfare, gegründet, das eine gesunde Entwicklung untersuchen sollte. Die Oakland Growth Study, von Harold Jones und Herbert Stolz 1931 angefangen, sollte die Kindesentwicklung im Oakland-Gebiet erforschen, was bis 1981 andauerte. Glen Elder formulierte damit in den 1960er Jahren einige (deskriptive) Prinzipien adoleszenter Entwicklung. John C. Coleman (Oxford) stellt die Fokal-Theorie der Adoleszenz gegen die Katastrophentheorien des Jugendalters. Die Jugendlichen der Industriestaaten meistern die normalen Probleme schrittweise, nehmen ihre Probleme sukzessiv in den „Fokus“ und sind meist in der Lage, die gegenüber früher verlängerte Jugendzeit zu bewältigen.
Mit der Adoleszenz hat sich ferner die Marginalitäts-Theorie von Kurt Lewin im Rahmen seiner sozialpsychologischen Feldtheorie (1963) befasst. Die emotional erhöhte Aggressivität und Sensitivität ergeben sich aus dem kognitiven Konflikt zwischen dem Lebensraum des Kindes und des Erwachsenen, der beschleunigten Bewegung, der mangelnden kognitiven Übersicht im neuen Stadium, der höheren Plastizität und Formbarkeit – sowie Verführbarkeit infolge der Unsicherheit zwischen den Bezugsgruppen.
Für die Identitätsentwicklung in der Adoleszenz (in der Nachfolge des US-Psychoanalytikers Erik Erikson) kann als zentrale Aufgabe des Jugendalters das Finden der eigenen Identität genannt werden, die sich als zentraler Gefühlszustand durchzusetzen hat. Die positive Seite der normalen Konfliktlösung der Adoleszenzkrise wird ausgefüllt mit Finden einer Zeitperspektive, Selbstgewissheit, Experimentieren mit Rollen, Vertrauensfindung in die eigene Leistungsfähigkeit. Augusto Blasi hat zwölf zentrale Bedeutungsfacetten für Identität als einen sich entwickelnden, stabilen und zugleich dynamischen Persönlichkeitskern bestimmt. James E. Marcia hat ein Modell mit vier verschiedenen Identitätsstatus entwickelt: diffus-hedonistisch, übernommen-kritiklos, kritisch-passiv, erarbeitet-engagiert. Dieses Modell kann auch für weitere Altersphasen übernommen werden.
Die moderne Jugendpsychologie greift die Themen Eriksons auf und bringt sie in neue Entwicklungskontexte wie:
- religiöse Entwicklung im Jugendalter (Religionspsychologie),
- Geschlechtskategorien im Jugendalter,[16]
- Selbstkonzept und kognitive Fähigkeiten Hochbegabter (Hochbegabung),
- politische Weltorientierung,[17]
- Depression und Selbstmord in der Adoleszenz.[18]

## Einzelbelege
1. ↑  Horst Hackauf, Gerda Winzen: Gesundheit und soziale Lage von jungen Menschen in Europa. Springer-Verlag, 2013, ISBN 978-3-322-80874-5 (google.de [abgerufen am 16. August 2020]).
2. ↑  Roland Mugerauer: Auf der Suche nach Orientierung: die Pubertät in ihren Herausforderungen und ihren Schwierigkeiten; entwicklungspsychologische sowie pädagogisch-didaktische Grundlegung. Tectum Verlag DE, 1995, ISBN 978-3-89608-917-5 (google.de [abgerufen am 15. August 2020]).
3. ↑  Helmut Fend: Entwicklung im Jugendalter. Konstanzer Längsschnittstudie. In: Datenbank zur Qualität von Schule, DaQS. Abgerufen am 16. August 2020.
4. ↑  Schmitz, E., Arne Stiksrud: Erziehung, Entfaltung und Entwicklung. 2. Auflage. Asanger, Heidelberg 1994.
5. ↑  David Elkind: Child Development and Education: A Piagetian Perspective. Oxford University Press, 1976 (google.de [abgerufen am 17. August 2020]).
6. ↑  Olds, Sally Wendkos, Feldman, Ruth Duskin, Bève, Annick: Psychologie du développement humain. 7. Auflage. De Boeck, Bruxelles 2010, ISBN 978-2-8041-6288-7.
7. ↑  John C. Coleman: The Nature of Adolescence, 4th Edition. Taylor & Francis, 2011, ISBN 978-1-136-64946-2 (google.de [abgerufen am 16. August 2020]).
8. ↑  J. C. Coleman, L. B. Hendry: The Nature of Adolescence. In: British Journal of Psychiatry. 2. Auflage. Band 157, Nr. 6. Routledge, 1990, ISSN 0007-1250, doi:10.1192/s0007125000047929.
9. ↑  Heinz Reinders: Politische Sozialisation Jugendlicher in der Nachwendezeit: Forschungsstand, theoretische Perspektiven und empirische Evidenzen. Springer-Verlag, 2013, ISBN 978-3-663-11090-3 (google.de [abgerufen am 15. August 2020]).
10. ↑  Walter Schurian: Psychologie des Jugendalters: Eine Einführung. Springer-Verlag, 2013, ISBN 978-3-322-99660-2 (google.de [abgerufen am 15. August 2020]).
11. ↑  Walter Schurian: Psychologie des Jugendalters: Eine Einführung. Springer-Verlag, 2013, ISBN 978-3-322-99660-2 (google.de [abgerufen am 17. August 2020]).
12. ↑  Otto Ewert: Entwicklungspsychologie des Jugendalters. Kohlhammer, Stuttgart 1983, S. 125 ff.
13. ↑  Barbara Pühl: Die Aufgabe der Identität: Erik H. Eriksons Identitätskonzept und seine Bedeutung für die Religionspädagogik. LIT Verlag Münster, 2019, ISBN 978-3-643-13037-2 (google.de [abgerufen am 16. August 2020]).
14. ↑  Nils Köbel: Jugend - Identität - Kirche: eine erziehungswissenschaftliche Rekonstruktion kirchlicher Orientierungen im Jugendalter. BoD – Books on Demand, 2009, ISBN 978-3-9810879-7-0 (google.de [abgerufen am 16. August 2020]).
15. ↑  Nils Köbel: Jugend - Identität - Kirche: eine erziehungswissenschaftliche Rekonstruktion kirchlicher Orientierungen im Jugendalter. BoD – Books on Demand, 2009, ISBN 978-3-9810879-7-0 (google.de [abgerufen am 17. August 2020]).
16. ↑  Greta Schabram: Kein Geschlecht bin ich ja nun auch nicht. Hrsg.: Deutsches Institut für Menschenrechte. Berlin 2017 (institut-fuer-menschenrechte.de [PDF]).
17. ↑  Helmut Fend: Entwicklungspsychologie des Jugendalters: Ein Lehrbuch für pädagogische und psychologische Berufe. Springer-Verlag, 2013, ISBN 978-3-322-80943-8 (google.de [abgerufen am 16. August 2020]).
18. ↑  https://www.deutsche-depressionshilfe.de/files/cms/Buendnisse/Nuernberg/depression_in_adoleszenz.pdf